# São Clemente de Basto
São Clemente de Basto is een plaats (freguesia) in de Portugese gemeente Celorico de Basto en telt 1 587 inwoners (2001).

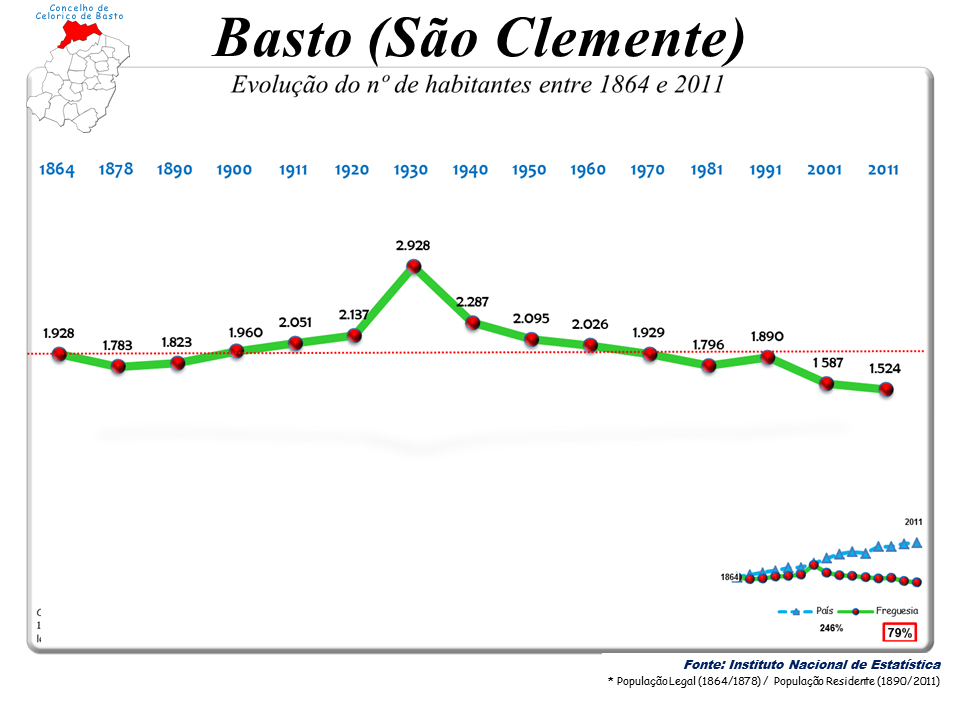
Bevolkingsontwikkeling tussen 1864 en 2011